# Archytas apicifer
Archytas apicifer är en tvåvingeart som först beskrevs av Walker 1849.  Archytas apicifer ingår i släktet Archytas och familjen parasitflugor. Inga underarter finns listade i Catalogue of Life.